# Ethiopia International 2015
Die Ethiopia International 2015 im Badminton fanden vom 24. bis zum 27. September 2015 in Addis Abeba statt.

## Sieger und Platzierte
| Disziplin    | Gold                         | Silber                         | Bronze                                   |
| ------------ | ---------------------------- | ------------------------------ | ---------------------------------------- |
| Herreneinzel | Misha Zilberman              | Luka Wraber                    | Edwin Ekiring                            |
| Herreneinzel | Misha Zilberman              | Luka Wraber                    | Jacob Maliekal                           |
| Dameneinzel  | Cemre Fere                   | Grace Gabriel                  | Kate Foo Kune                            |
| Dameneinzel  | Cemre Fere                   | Grace Gabriel                  | Ebru Yazgan                              |
| Herrendoppel | Andries Malan Willem Viljoen | Emre Vural Sinan Zorlu         | Ali Ahmed El Khateeb Abdelrahman Kashkal |
| Herrendoppel | Andries Malan Willem Viljoen | Emre Vural Sinan Zorlu         | Vilson Vattanirappel Luka Wraber         |
| Damendoppel  | Cemre Fere Ebru Yazgan       | Nadine Ashraf Menna Eltanany   | Tigist Getachew Kidist Hailu             |
| Damendoppel  | Cemre Fere Ebru Yazgan       | Nadine Ashraf Menna Eltanany   | Doha Hany Hadia Hosny                    |
| Mixed        | Ahmed Salah Menna Eltanany   | Ali Ahmed El Khateeb Doha Hany | Abdelrahman Abdelhakim Nadine Ashraf     |
| Mixed        | Ahmed Salah Menna Eltanany   | Ali Ahmed El Khateeb Doha Hany | Dinesh Chaudhry Lalita Dahiya            |